# Phagnalon
 Phagnalon  Cass., 1819 è un genere di piante angiosperme dicotiledoni della famiglia delle Asteraceae (sottofamiglia Asteroideae).

## Etimologia
Il nome scientifico del genere è stato definito dal botanico Alexandre Henri Gabriel de Cassini (1781-1832) nella pubblicazione " Bulletin des Sciences, par la Société Philomatique" ( Bull. Sci. Soc. Philom. Paris 1819: 174) del 1819.

## Descrizione

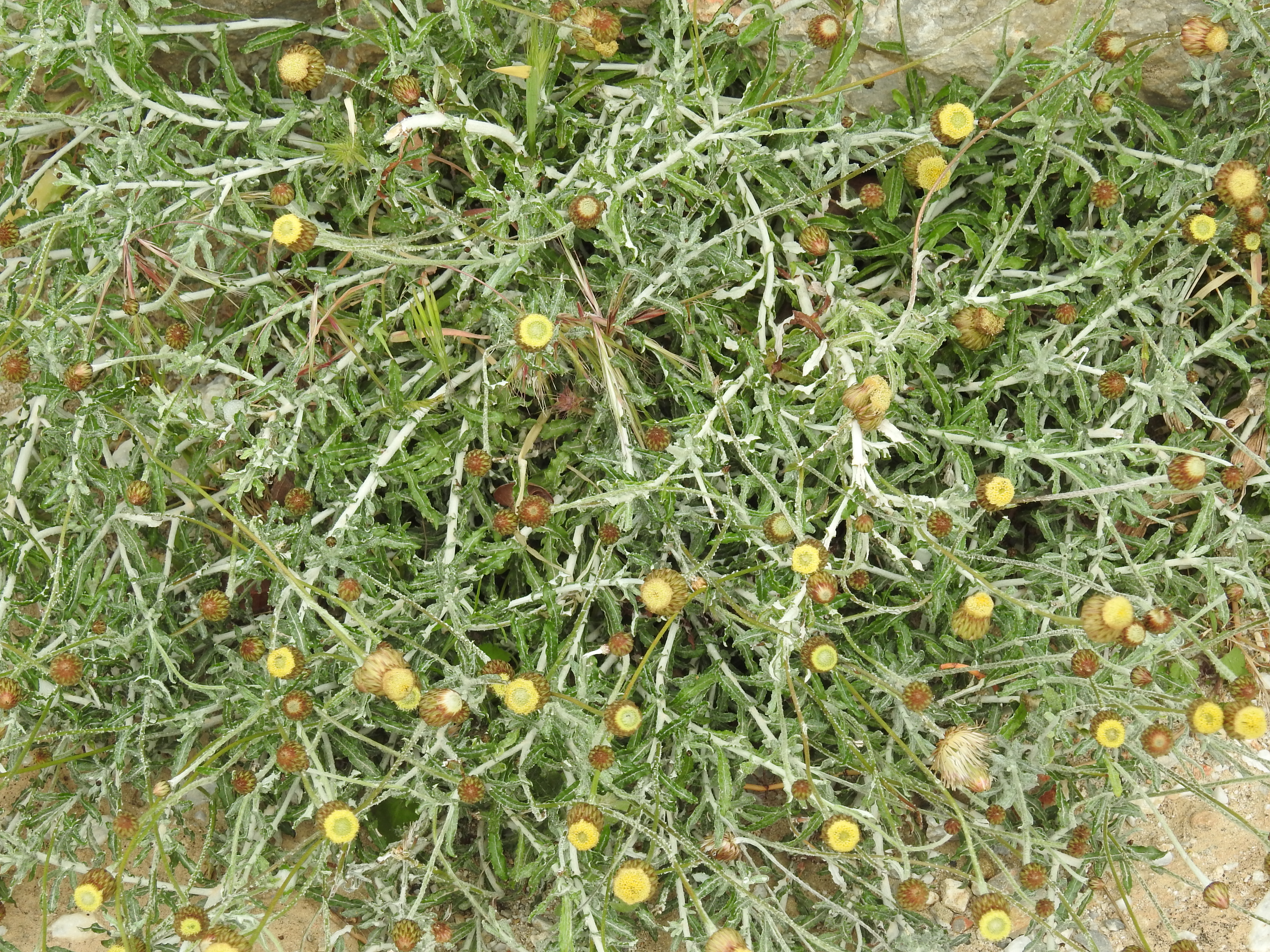
Il portamento
Phagnalon graecum

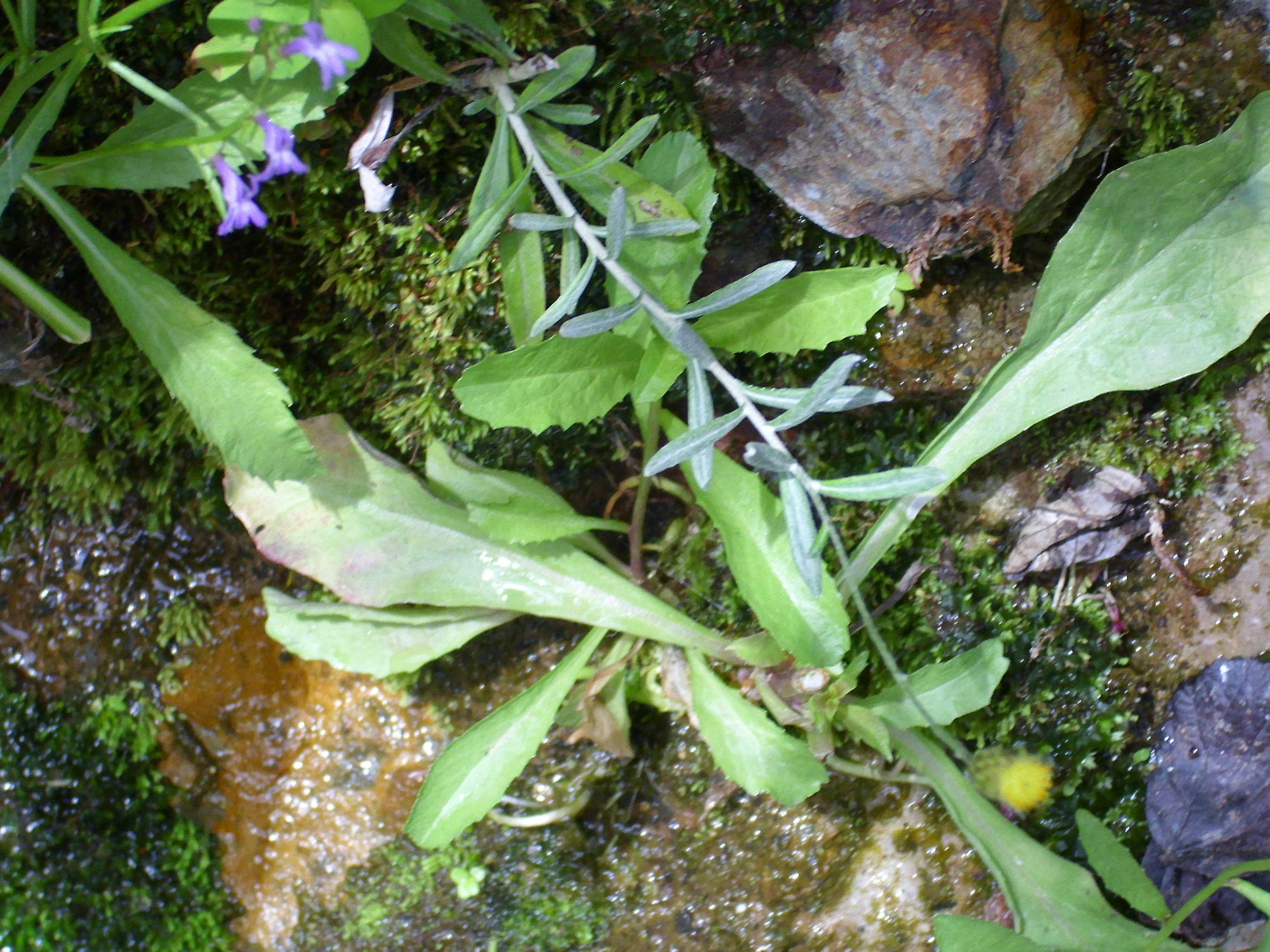
Le foglie
Phagnalon rupestre

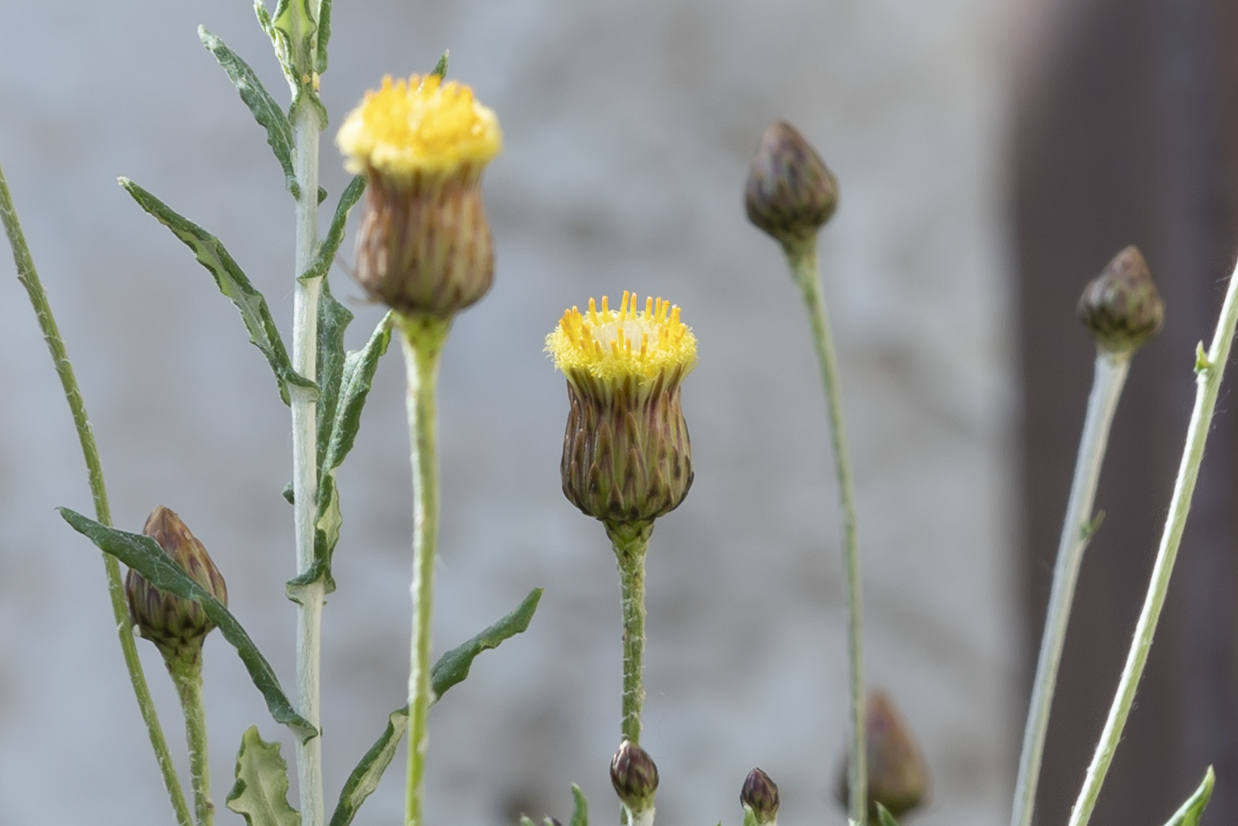
Infiorescenza
Phagnalon graecum

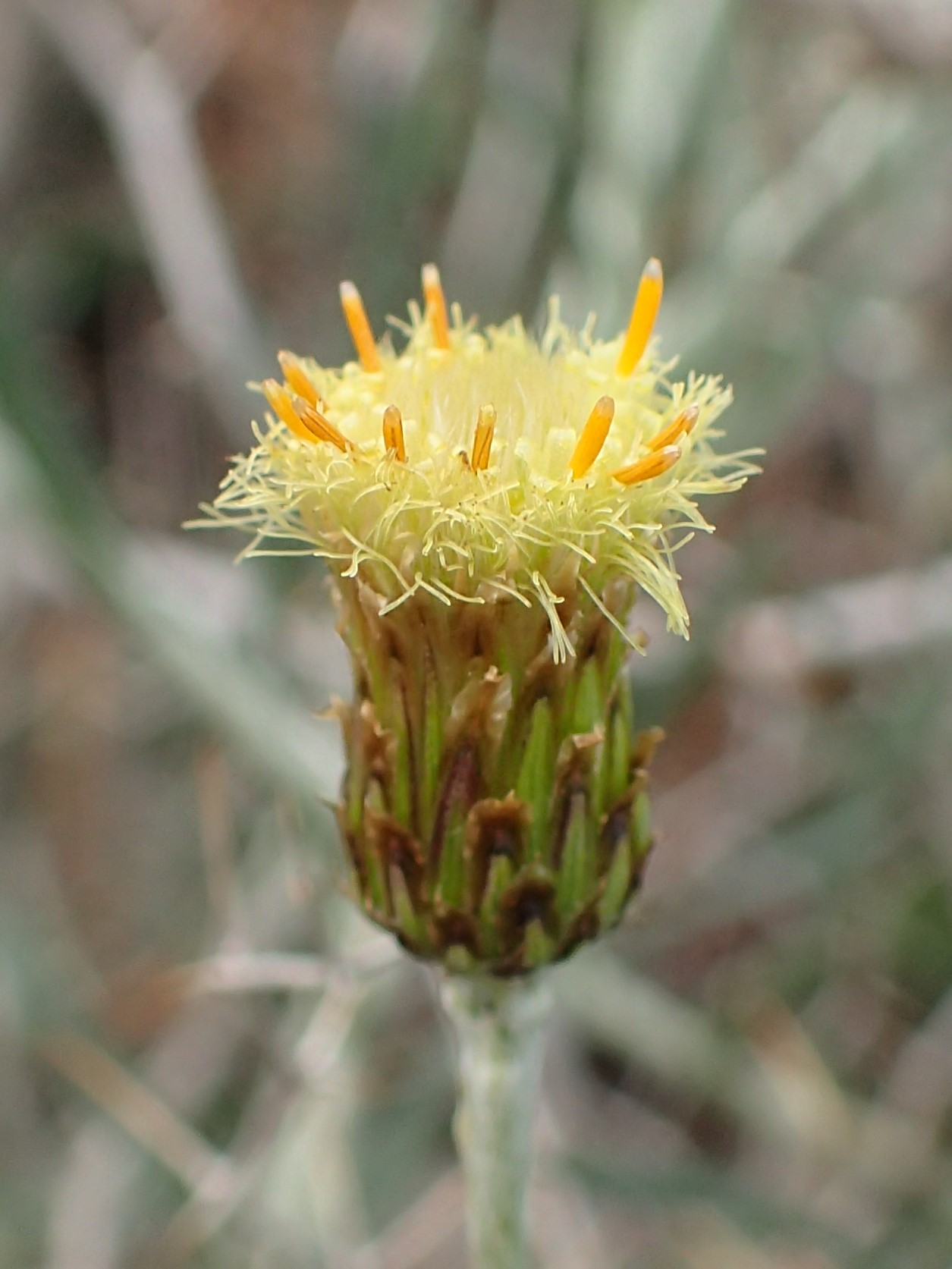
I fiori
Phagnalon saxatile

Habitus. Le specie di questo genere hanno un habitus di tipo erbaceo perenne o sub-arbustivo. I cauli di queste piante sono provvisti del floema, ma non di canali resiniferi; mentre i sesquiterpeni lattoni sono normalmente assenti (piante senza lattice).
Fusto. La parte aerea in genere è eretta, semplice o ramosa.
Foglie. Le foglie in genere sono disposte in modo alternato e sono brevemente picciolate o sessili. La lamina è intera ed ha delle forme lanceolate strette; i margini sono denticolati e revoluti. La superficie è tomentosa su entrambe le facce.
Infiorescenza. Le sinflorescenze sono sia scapose che composte da alcuni capolini raccolti in formazioni corimbose. Le infiorescenze vere e proprie sono formate da un capolino terminale peduncolato di tipo discoide (con fiori omogami) o disciforme (con fiori eterogami). I capolini sono formati da un involucro, con forme da cilindriche a campanulate, composto da diverse brattee, al cui interno un ricettacolo fa da base ai fiori. Le brattee, glabre o pelose a consistenza cartilaginea o cartacea, sono disposte in modo più o meno embricato su più serie e possono essere connate alla base; talora possono avere un margine ialino. Il ricettacolo è nudo ossia senza pagliette a protezione della base dei fiori; la forma è piatta.
Fiori. I fiori sono tetra-ciclici (formati cioè da 4 verticilli: calice – corolla – androceo – gineceo) e pentameri (calice e corolla formati da 5 elementi). Sono inoltre tubulosi, attinomorfi e si distinguono in:
- fiori del disco esterni: sono molti su 1 – 3 serie; sono femminili e filiformi;
- fiori del disco centrali: sono pochi; sono ermafroditi.

In questo gruppo di piante i fiori radiati (ligulati o del raggio) sono assenti; a volte sono confusi con i fiori femminili (tubulosi) del disco esterno più o meno sub-zigomorfi con un lembo piatto e possono essere interpretati come fiori del raggio.
- Formula fiorale:

*/x K {\displaystyle \infty }, [C (5), A (5)], G 2 (infero), achenio
- Calice: i sepali del calice sono ridotti ad una coroncina di squame.
- Corolla: la forma della corolla normalmente è tubolare con 5 lobi (raramente 4); i lobi hanno una forma deltata o più o meno lanceolata. I colori della corolla sono giallo e giallo chiaro.
- Androceo: l'androceo è formato da 5 stami sorretti da filamenti generalmente liberi; gli stami sono connati e formano un manicotto circondante lo stilo; le teche (produttrici del polline) sono prive di sperone; le appendici apicali delle antere hanno delle forme piatte; il tessuto endoteciale (rivestimento interno dell'antera) è quasi sempre polarizzato (con due superfici distinte: una verso l'esterno e una verso l'interno). Il polline è di tipo echinato (con punte sporgenti) a forma sferica è formato inoltre da due strati di ectesine, mentre lo strato basale è spesso e regolarmente perforato (tipo “gnafaloide”).[6]
- Gineceo: l'ovario è infero uniloculare formato da 2 carpelli. Lo stilo (il recettore del polline) è intero o biforcato con due stigmi nella parte apicale. Gli stigmi hanno una ottusa; possono essere ricoperti da minute papille o avere dei penicilli apicali e dorsali. Le superfici stigmatiche sono separate.[6]

Frutti. I frutti sono degli acheni con pappo. Gli acheni sono piccoli a forma variabile da ellissoide a turbinata; la superficie è ricoperta di peli doppi allungati; il pericarpo può essere percorso longitudinalmente da 2 – 3 fasci vascolari. Il pappo in genere ridotto, è formato da setole capillari (piumose o barbate) connate in un anello e disposte sun una fila.

## Biologia
Impollinazione: l'impollinazione avviene tramite insetti (impollinazione entomogama tramite farfalle diurne e notturne).

Riproduzione: la fecondazione avviene fondamentalmente tramite l'impollinazione dei fiori (vedi sopra).

Dispersione: i semi (gli acheni) cadendo a terra sono successivamente dispersi soprattutto da insetti tipo formiche (disseminazione mirmecoria). In questo tipo di piante avviene anche un altro tipo di dispersione: zoocoria. Infatti gli uncini delle brattee dell'involucro (se presenti) si agganciano ai peli degli animali di passaggio disperdendo così anche su lunghe distanze i semi della pianta. Inoltre per merito del pappo il vento può trasportare i semi anche a distanza di alcuni chilometri (disseminazione anemocora).

## Distribuzione e habitat
Le specie di questo genere sono distribuite soprattutto nel Mediterraneo (dal Portogallo fino all'Himalaya occidentale e dalla Francia fino all'Etiopia). La sua maggiore diversità è centrata nella penisola Arabica.

## Tassonomia
La famiglia di appartenenza di questa voce (Asteraceae o Compositae, nomen conservandum) probabilmente originaria del Sud America, è la più numerosa del mondo vegetale, comprende oltre 23.000 specie distribuite su 1.535 generi, oppure 22.750 specie e 1.530 generi secondo altre fonti (una delle checklist più aggiornata elenca fino a 1.679 generi). La famiglia attualmente (2021) è divisa in 16 sottofamiglie; la sottofamiglia Asteroideae è una di queste e rappresenta l'evoluzione più recente di tutta la famiglia.

### Filogenesi
Il genere di questa voce è descritto nella tribù Gnaphalieae (una delle 21 tribù della sottofamiglia Asteroideae) e in particolare nella sottotribù Relhaniinae. Da un punto di vista filogenetico, la tribù Gnaphalieae fa parte del supergruppo (o sottofamiglia) "Asteroideae grade"; l'altro è il supergruppo "Non-Asteroideae" contenente il resto delle sottofamiglie delle Asteraceae. All'interno del supergruppo è vicina alle tribù Senecioneae, Calenduleae, Astereae e Anthemideae.
La sottotribù Relhaniinae (Relhania Clade) è un gruppo formalmente riconosciuto appartenente alla grande tribù delle Gnaphalieae. La sua posizione è "basale" ed è "sorella" al resto della tribù. La sottotribù è caratterizzata dall'avere un pappo ridotto, le foglie con pubescenza adassiale (la parte abassiale è ricoperta da ghiandole puntate) e solcate, i capolini solitari e i cromosomi diploidi con numero 14. Relhaniinae, da un punto di vista filogenetico, è divisa in due cladi; Phagnalon insieme ai generi Athrixia, Lepidostephium, Alatoseta e Pentatrichia appartiene al primo clade (tutti generi monofiletici). Phagnalon insieme al genere Pentatrichia formano un "gruppo fratello" con il resto del clade. "Pentatrichia" e "Phagnalon" condividono alcune sinapomorfie, come le lunghe antere caudate e i cuscini cerosi all'esterno dei lobi della corolla.
Il cladogramma seguente, tratto dallo studio citato e semplificato, mostra una possibile configurazione filogenetica della sottotribù evidenziando la posizione del genere di questa voce.
|  | Alatoseta |
|  |           |
|  | Athrixia  |
|  |           |

|  | Phagnalon    |
|  |              |
|  | Pentatrichia |
|  |              |

|  | Alatoseta |
|  |           |
|  | Athrixia  |
|  |           |

|  | Phagnalon    |
|  |              |
|  | Pentatrichia |
|  |              |

|  | Alatoseta |
|  |           |
|  | Athrixia  |
|  |           |

|  | Phagnalon    |
|  |              |
|  | Pentatrichia |
|  |              |

|  | Alatoseta |
|  |           |
|  | Athrixia  |
|  |           |

|  | Phagnalon    |
|  |              |
|  | Pentatrichia |
|  |              |

|  | Alatoseta |
|  |           |
|  | Athrixia  |
|  |           |

|  | Phagnalon    |
|  |              |
|  | Pentatrichia |
|  |              |

|  | Alatoseta |
|  |           |
|  | Athrixia  |
|  |           |

|  | Phagnalon    |
|  |              |
|  | Pentatrichia |
|  |              |

|  | Alatoseta |
|  |           |
|  | Athrixia  |
|  |           |

|  | Phagnalon    |
|  |              |
|  | Pentatrichia |
|  |              |

|  | Alatoseta |
|  |           |
|  | Athrixia  |
|  |           |

|  | Phagnalon    |
|  |              |
|  | Pentatrichia |
|  |              |

I caratteri distintivi del genere  Phagnalon sono:
- i margini delle foglie non sono interi;
- i capolini sono privi dei fiori del raggio;
- la base delle antere è priva di coda;
- le superfici stigmatiche sono separate alla base ma confluenti all'apice;
- il pappo comprende una singola serie di setole barbellate.

Il numero cromosomico delle specie di questo genere è: 2n = 18.

### Elenco delle specie
Questo genere ha 35 specie:
- Phagnalon abyssinicum Sch.Bip. ex Hochst.
- Phagnalon acuminatum  Boiss.
- Phagnalon barbeyanum  Asch. & Schweinf.
- Phagnalon bicolor  Ball
- Phagnalon calycinum  DC.
- Phagnalon darvazicum  Krasch.
- Phagnalon garamantum  Maire
- Phagnalon graecum  Boiss. & Heldr.
- Phagnalon harazianum  Deflers
- Phagnalon kotschyi  Sch.Bip. ex Boiss.
- Phagnalon lavranosii  Qaiser & Lack
- Phagnalon linifolium  Post
- Phagnalon melanoleucum  Webb
- Phagnalon murbeckii  Faure
- Phagnalon nitidum  Fresen.
- Phagnalon niveum  Edgew.
- Phagnalon persicum  Boiss.
- Phagnalon phagnaloides  (A.Rich.) Cufod.
- Phagnalon pomelii  Faure
- Phagnalon purpurascens  Sch.Bip.
- Phagnalon pycnophyllon  Rech.f.
- Phagnalon pygmaeum  (Sieber) Greuter
- Phagnalon quartinianum  A.Rich.
- Phagnalon rechingeri  Lack & Qaiser
- Phagnalon retecta  Qaiser & Lack
- Phagnalon rupestre  (L.) DC.
- Phagnalon saxatile  (L.) Cass.
- Phagnalon schweinfurthii  Sch.Bip. ex Schweinf.
- Phagnalon sinaicum  Bornm. & Kneuck.
- Phagnalon sordidum  (L.) Rchb.
- Phagnalon stenolepis  Chiov.
- Phagnalon telonense  Jord. & Fourr.
- Phagnalon umbelliforme  DC.
- Phagnalon woodii  Qaiser & Lack
- Phagnalon yerrimense  Qaiser & Lack

### Specie della flora spontanea italiana
Nella flora spontanea italiana del gruppo di questa voce sono presenti le seguenti specie:
- Phagnalon graecum   Boiss. & Heldr.
- Phagnalon rupestre   (L.) DC. (Scuderi comune)
- Phagnalon saxatile   (L.) Cass. (Scuderi angustifoglio)
- Phagnalon sordidum   (L.) Rchb. (Scuderi tricefalo)

#### Visione sinottica del genere in Italia
L’elenco seguente utilizza in parte il sistema delle chiavi analitiche (vengono cioè indicate solamente quelle caratteristiche utili a distingue un taxon dall'altro):
- 1A: all'apice dei rami è presente un mazzetto di 2 - 6 capolini sessili;

Phagnalon sordidum  (L.) Rchb. - Scuderi tricefalo: l'altezza massima della pianta è di 15 - 30 cm; il ciclo biologico è perenne; la forma biologica è camefita suffruticosa (Ch suffr); il tipo corologico è Ovest Mediterraneo; l'habitat tipico sono le rupi e i muri; in Italia è una specie comune e si trova su tutto il territorio fino ad una quota di 600 m s.l.m..
- 1B: i rami portano un solo capolino;

- 2A: il contorno delle foglie è lineare-spatolato; le brattee dell'involucro sono piane;

Phagnalon rupestre  (L.) DC. - Scuderi comune: l'altezza massima della pianta è di 10 - 30 cm; il ciclo biologico è perenne; la forma biologica è camefita suffruticosa (Ch suffr); il tipo corologico è Ovest e Sud Mediterraneo; l'habitat tipico sono le rupi calcaree e i muri; in Italia è una specie comune e si trova su tutto il territorio fino ad una quota di 900 m s.l.m..
- 2B: il contorno delle foglie è lineare; le brattee dell'involucro hanno il bordo dell'apice ondulato;

Phagnalon saxatile  (L.) Cass. - Scuderi angustifoglio: l'altezza massima della pianta è di 20 - 40 cm; il ciclo biologico è perenne; la forma biologica è camefita suffruticosa (Ch suffr); il tipo corologico è Ovest Mediterraneo; l'habitat tipico sono le rupi e i muri; in Italia è una specie rara e si trova su tutto il territorio fino ad una quota di 600 m s.l.m..
Nella "Flora d'Italia" (edizione seconda - 2018) è descritto il "Complesso di Phagnalon rupestre". Questo gruppo è caratterizzato da piante ramose, da foglie lineari-spatolate e glabre o tomentose sulla pagina superiore, capolini isolati a forma ovoide su rami afilli, fiori giallastri e acheni con pappo. Comprende le seguenti entità:
- Phagnalon rupestre subsp. illyricum (H.Lindb.) Ginzb.: si distingue per le foglie con margini interi (revoluti-erosi).
- Phagnalon rupestre subsp. rupestre: si distingue per le foglie con 2 - 4 denti per lato.

Inoltre:
- Phagnalon rupestre subsp. morisianum (Ces., Pass. & Gibelli) Arcang.: nella "Flora" questa sottospecie è indicata di scarso valore tassonomico.
- Phagnalon graecum   Boiss. & Heldr.: nella "Flora" questa entità è da approfondire.
- Phagnalon metlesicsii Pignatti: questa entità secondo la "Flora" è indicata come specie, mentre secondo altre checklist è un sinonimo di Phagnalon rupestre subsp. illyricum.

#### Specie della zona alpina
Delle 4 specie spontanee della flora italiana 3 vivono sull'arco alpino. La tabella seguente mette in evidenza alcuni dati relativi all'habitat, al substrato e alla distribuzione delle specie alpine.
| Specie | Comunità vegetali | Piani vegetazionali | Substrato  | pH     | Livello trofico | H2O   | Ambiente | Zona alpina |
| --- | ----------------- | ------------------- | ---------- | ------ | --------------- | ----- | -------- | ----------- |
| P. rupestre | 3                 | collinare           | Ca         | basico | basso           | arido | C2       | SV IM       |
| P. saxatile | 9                 | collinare           | Ca - Si    | neutro | basso           | arido | C2       | SV IM       |
| P. sordidum | 3                 | collinare           | Ca - Ca/Si | basico | basso           | arido | C2       | SV IM       |
| Legenda e note alla tabella. Substrato: con “Ca/Si” si intendono rocce di carattere intermedio (calcari silicei e simili). Zona alpina: vengono prese in considerazione solo le zone alpine del territorio italiano (sono indicate le sigle delle province). Comunità vegetali: 3 = comunità delle fessure, delle rupi e dei ghiaioni; 9 = comunità a emicriptofite e camefite delle praterie rase magre secche Ambienti: C2 = rupi, muri e ripari sotto roccia. |                   |                     |            |        |                 |       |          |             |

### Sinonimi
Sono elencati alcuni sinonimi per questa entità:
- Gnaphalon Lowe, 1868